# Édouard Wacken
Pour les articles homonymes, voir Wacken (homonymie).
Louis Édouard Wacken, né à Liège le 25 avril 1819 et mort à Saint-Josse-ten-Noode le 8 avril 1861, est un dramaturge et poète romantique belge francophone, également critique.

## Biographie
Édouard Wacken, est le fils de Jean-Baptiste Michel Wacken (Saint-Hubert, 1766 - Liège, 1850), conseiller à la Cour supérieure de Justice (Cour d'Appel) de Liège, et de Pauline Thérèse Jeanne Josèphe Puissant.
Sainte-Beuve ayant obtenu en 1848 la chaire de littérature à l'université de Liège qu'il briguait également, il se brouille avec son ami le ministre Charles Rogier et quitte la Belgique pour Paris où il demeure deux ans. Il revient à Liège avant de s'établir à Bruxelles.
Édouard Wacken meurt de tuberculose le 8 avril 1861 à l'âge de 42 ans. Le jour de ses funérailles, le théâtre de la Monnaie à Bruxelles donne une représentation de l'opéra Le Siège de Calais dont il avait écrit le livret.

## Œuvre
Ardent patriote, Édouard Wacken désire doter l’État belge d'une littérature nationale, se référant au romantisme allemand. C'est ainsi qu'il adapte les œuvres de Friedrich von Schiller, Heinrich Heine, Adelbert von Chamisso et bien d’autres poètes dans Fleurs d’Allemagne en 1850.
En 1844, son drame historique André Chénier est joué au Théâtre de la Monnaie. Son principal recueil de poèmes publié en 1845, Fantaisies, contient des pièces aux accents socialistes où il appelle à l'unisson des peuples. Il œuvre afin de révéler l’identité du peuple wallon. Ainsi, en 1848, dans son drame en vers Hélène de Tournon, il met en scène une histoire d’amour en Wallonie au XVIe siècle. Son dernier recueil est Heures d’or, publié en 1860.

### Sélection de ses œuvres
- André Chénier, drame en 3 actes et en vers, Liège : Oudart, 1845 (2e tirage)
- Le Serment de Wallace, drame, Bruxelles : [s.n.], 1846
- Le Siége de Calais, tragédie-lyrique en quatre actes, première représentation à Bruxelles au théâtre royal de la Monnaie le 8 avril 1861, paroles d'Édouard Wacken et Jean-Baptiste Grognier, musique de Charles-Louis Hanssens, Bruxelles : A. Lacroix, 1861
- Fleurs d'Allemagne
  - N° 1 : Fleur et parfum, poésies d'Édouard, musique de François Riga, 1876
  - Chant du soir, mélodie
- L'Arbre de la liberté, chant national, 21 juillet 1856
- Chant du matin, poésie d'Édouard Wacken, musique de Fr. Riga, Bruxelles : J. B. Katto

## Varia
- Édouard Wacken était membre de la Société des agathopèdes.

## Honneurs
- une rue à Liège porte son nom.